# Усадьба М. М. Коцюбинского
Усадьба М. М. Коцюбинского — памятник истории национального значения в Чернигове.

## История
Усадьба М. М. Коцюбинского упоминается в Постановлении Кабинета министров Украины от 27.12.2001 № 1761 «Про занесение памятников истории, монументального искусства и археологии национального значения в Государственный реестр недвижимых памятников Украины».
Постановлением Кабинета министров Украины от 03.09.2009 № 928 «Про занесение объектов культурного наследия национального значения в Государственный реестр недвижимых памятников Украины» («Про занесення об'єктів культурної спадщини національного значення до Державного реєстру нерухомих пам’яток України») присвоен статус памятник истории национального значения с охранным № 250003-Н под названием Усадьба писателя и общественного деятеля М. М. Коцюбинского (мемориальный дом-музей М. М. Коцюбинского и памятник М. М. Коцюбинскому). Данное Постановление аннулировало предыдущие: Постановление Совета Министров УССР от 21.07.1965 № 711, Постановления Кабинета министров Украины от 28.10.1996 № 1421 и от 27.12.2001 № 1761.
Здание имеет собственную «территорию памятника» (границы усадьбы — музей, включающий несколько зданий) и расположено в «комплексной охранной зоне памятников исторического центра города», согласно правилам застройки и использования территории. Не установлена информационная доска.

## Описание
Входит в Черниговский литературно-мемориальный музей-заповедник М. М. Коцюбинского — улица Коцюбинского, 3. Памятник истории включает мемориальный дом-музей М. М. Коцюбинского и памятник М. М. Коцюбинскому, расположенный перед фасадом дома. Кроме того на территории усадьбы расположены памятники (бюсты на постаментах) сыновьям писателя — Юрию и Виталию.
Одноэтажный, пятикомнатный, деревянный на кирпичном фундаменте с подвалом, с четырёхскатной крышей, прямоугольный в плане дом с крыльцом. Построен в XIX веке на Сиверянской улице (сейчас Коцюбинского). Фасад направлен на северо-запад к улице Коцюбинского. Дом расположен в саду, посаженном супругами Коцюбинских, среди цветов, клёнов и елей. На фасаде закреплена мемориальная доска Михаилу Михайловичу Коцюбинскому и ныне демонтированная Виталию Марковичу Примакову и Юрию Михайловичу Коцюбинскому.
В период 1898—1913 годы в доме жил украинский писатель Михаил Михайлович Коцюбинский с женой Верой Устимовной и детьми Юрием, Оксаной, Ириной, Романом и приёмным Виталием. Все дети Михаила Коцюбинского, кроме Ирины, стали активными участниками Гражданской войны. В 1919 году жена писателя Вера Устимовна, собираясь в эвакуацию перед наступлением белых войск, передала литературный архив писателя в Черниговский музей украинских древностей.
В 1922 году усадьба М. М. Коцюбинского была взята на учёт органами охраны памятников истории и культуры. В доме размещался детский сад имени М. М. Коцюбинского, затем — клуб металлистов, районная библиотека. В 1929 году усадьба передана историческому музею. Первая экспозиция была размещена в трёх комнатах дома. Музей М. М. Коцюбинского был создан в августе 1934 года по материалам Черниговского исторического музея и открыт для посетителей 8 ноября 1935 года в доме писателя. В начале Великой Отечественной войны материалы музея были эвакуированы в Уфу. После освобождения города Чернигова в 1943 году, в доме писателя размещался горисполком партии и горисполком, затем — горком комсомола и институт усовершенствования учителей. В июне 1944 года музей возобновил свою деятельность. В августе 1958 года в доме открыта мемориальная квартира писателя.
На территории усадьбы 17 сентября 1939 года установлен памятник М. М. Коцюбинскому — скульптурный бюст из бронзы на четырёхугольном постаменте из чёрного лабрадорита. Скульптор — И. Я. Гинцбург. Изготовлен в Ленинградской мастерской художественного литья Академии искусств. В начале Великой Отечественной войны памятник наряду с материалы музея были эвакуированы в Уфу. Возвращён в Чернигов в 1944 году.
Мемориальные доски:
1. Михаилу Михайловичу Коцюбинскому
2. советским военным деятелям Виталию Марковичу Примакову и Юрию Михайловичу Коцюбинскому — демонтирована — в честь пребывания